# Stimmhafter palataler Nasal
Ein stimmhafter palataler Nasal ist ein Konsonant, bei welchem die Zunge an den harten Gaumen gepresst wird und alle Luft bei schwingenden Stimmbändern durch die Nase entweicht.
Lautliche und orthographische Realisierung des stimmhaften palatalen Nasals in verschiedenen Sprachen:
- Albanisch [⁠ɲ⁠]: Gekennzeichnet durch nj.
  - Beispiel: një [ɲə] „eins“
- Französisch [⁠ɲ⁠]: Gekennzeichnet durch gn.
  - Beispiel: signe [siɲ] „Zeichen“
- Italienisch [⁠ɲ⁠]: Gekennzeichnet durch gn.
  - Beispiel: gnocchi [ˈɲɔkːi]
- Katalanisch [⁠ɲ⁠]: Gekennzeichnet durch ny.
  - Beispiel: juny [ˈʒuɲ] „Juni“
- Lettisch [⁠ɲ⁠]: Ņ, ņ
  - Beispiel: viņa [viɲa] „sie“
- Polnisch [⁠ɲ⁠]: ń, ni
  - Beispiel: niania [ɲaɲa] „Kindermädchen“
- Portugiesisch [⁠ɲ⁠]: Gekennzeichnet durch nh.
  - Beispiel: amanhã [amɐˈɲã] „morgen“
- Spanisch [⁠ɲ⁠]: Ñ, ñ
  - Beispiel: mañana [maˈɲana] „Morgen, morgen“
- Tschechisch [⁠ɲ⁠]: Ň, ň; Ně, ně;  Ni, ni; Ní, ní
  - Beispiele: kůň [kuːɲ] „Pferd“, někde [ɲɛɡdɛ] „irgendwo“, nikde [ɲɪɡdɛ] „nirgendwo“, Antonín Dvořák [ˈantoɲiːn]
- Ungarisch [⁠ɲ⁠]: Ny, ny
  - Beispiele: nyelv [ˈɲɛlv] „Sprache, Zunge“, anya [ˈɒɲɒ] „Mutter“, torony [ˈtoroɲ] „Turm“
- In slawischen Sprachen mit kyrillischer Schrift: gekennzeichnet durch нь bzw. њ; in einigen auch jegliche Kombination von н gefolgt von е, и, ю, я:
  - Beispiele: синьо [siˈɲo] „blau“ (bulgarisch), нет [ɲɛt] „nein“ (russisch), мање [ˈmaɲe] „weniger“ (serbisch)